# L'avvocato canaglia
L'avvocato canaglia (Rogue Lawyer) è un romanzo di genere giallo giudiziario scritto da John Grisham e pubblicato nel 2015.
Il libro è stato tradotto in slovacco, ebraico, portoghese, thailandese, arabo, finlandese, italiano e numerose altre lingue.

## Trama
Il libro racconta in prima persona alcuni processi che l'avvocato difensore Sebastian Rudd ha affrontato. Rudd non è un avvocato come gli altri; il suo studio è un furgone Ford personalizzato all'interno, dotato di poltrone, frigo e connessione ad Internet, ed è appassionato di cage fighting. Egli è noto per rappresentare in tribunale clienti in situazioni disperate, che nessun altro avvocato aiuterebbe.

## Edizioni in italiano
- John Grisham, L'avvocato canaglia: romanzo, traduzione di Nicoletta Lamberti e Annamaria Raffo, Milano: Mondadori, 2015
- John Grisham, L'avvocato canaglia: con il racconto Partner, traduzione di Nicoletta Lamberti e Annamaria Raffo, Milano: Mondadori, 2019